# Wuhua jurassica

Wuhua jurassica (лат.) — ископаемый вид жуков из надсемейства Tenebrionoidea. Выделен в отдельный род Wuhua. Юрский период (Daohugou, Внутренняя Монголия, Китай, возраст находки около 160 млн лет).

## Описание
Типовой экземпляр представляет собой почти полностью сохранившуюся окаменелость.
Длина тела около 8 мм. Голова загнута вниз и не вставлена в проторакс, тело выпуклое, пигидиум отсутствует, лапки простые, коготки лапок гребенчатые. Точное систематическое положение рода не определено, кроме того, что он относится к надсемейству тенебрионоидные (Tenebrionoidea, в котором порядка 30 семейств и около 30 000 видов) и является его самым древним представителем. Ранее к древнейшим тенебрионоидным жукам относили около 10 видов из мелового периода и верхней юры, включая такие как Jurallecula grossa Medvedev,1969 и Praemordella martynovi Scegoleva-Barovskaja, 1929 (оба вида из юрских отложений Казахстана).
Вид был впервые описан по отпечатку в 2011 году китайскими палеоэнтомологами Б. Вангом и Х. Жангом (Bo Wang and Haichun Zhang, State Key Laboratory of Palaeobiology and Stratigraphy, Nanjing Institute of Geology and Palaeontology, Chinese Academy of Sciences, Нанкин, Китай) и назван jurassica по имени геологического юрского периода. Родовое название дано по имени города Wuhua Town (Ningcheng County), места обнаружения типовой серии.